# 沃伊切赫·基拉尔
沃伊切赫·基拉尔（波蘭語：Wojciech Kilar，1932年7月17日—2013年12月29日），波兰古典音乐和电影配乐作曲家。

## 生平

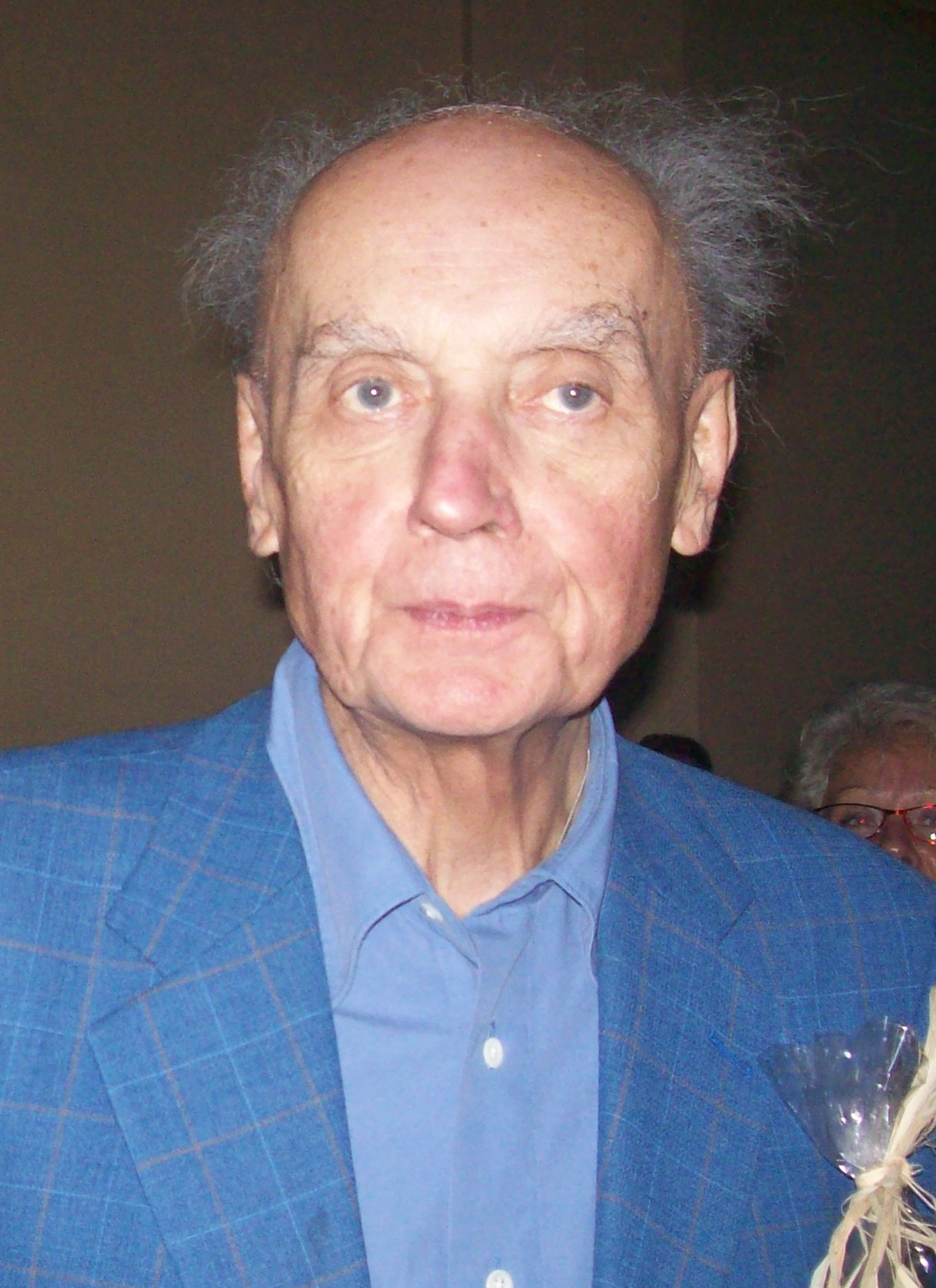
2010年

基拉尔出生于利沃夫(当时属于波兰，现在属于乌克兰），早年在波兰卡托维兹省立音乐学院学习，1955年以最优成绩毕业。1955年至1958年间他在克拉科夫省立音乐学院继续学习，师从钢琴家和作曲家波莱斯瓦夫·沃伊特维茨。1959年到1960年他在巴黎继续深造，师从娜迪亚·布朗热。
他与潘德列茨基及戈雷茨基一道，属于60年代波兰先锋派运动。他的管弦乐作品《Krzesany》（登山）从1974年开始著名，1970年代中期他成为一名著名的电影作曲家，为超过100部波兰、法国、德国和好莱坞电影配曲，与导演罗曼·波兰斯基、弗朗西斯·科波拉和珍·康萍等合作。
他还创作交响音乐，室内乐和乐器独奏作品。2001年1月华沙国家爱乐乐团首演了他的作品《Missa pro pace》。这部作品为了纪念乐团百年华诞而作。同年12月，在梵蒂冈为若望·保禄二世演奏该曲。
他获得的奖项包括法国莉莉·布朗热作曲奖（1960年）、波兰文化和艺术部奖（ 1967年和1976年）、波兰作曲家联盟奖（1975年）、法国路易斯·德吕克奖（1980年）、阿尔弗雷德·Jurzykowski基金会奖（1984年，美国）和波兰文化基金会奖（2000年）。他为科波拉的恐怖片《吸血惊情四百年》(Bram Stoker's Dracula)的配乐获得1992年洛杉矶ASCAP奖和旧金山恐怖片最佳配乐奖。
基拉尔的大部分作品都是电影音乐，但其作品也包括数量虽少却源源不断的音乐会作品。2003年后，他开始创作大量音乐会作品。
2013年12月29日基拉尔因癌症去世，享年81岁。

## 重要作品

### 管弦乐及合唱曲
- 小序曲 (1955)
- 弦乐交响曲 (1955)
- 纪念巴托克的颂歌 (1956)
- Riff 62 (1962)
- 前奏曲与圣诞颂歌, for four oboes and string orchestra (1972)
- 登山 (1974)
- 出埃及记 (1981)

### 钢琴
大量钢琴独奏曲

### 电影音乐
- 国王与小鸟(1980)
- 吸血惊情四百年(1992)
- 妮可基嫚之風情萬種(1996)
- 楚门的世界(1998)
- 魔鬼手記
- 戰地琴人(2002)